# Ярославский, Владимир Юрьевич
Владимир Юрьевич Ярославский (укр. Володимир Юрійович Ярославський; род. 22 апреля 1979, Слуцк) — украинский шеф-повар, управляющий и совладелец ресторанов «Lucky», «Shef's table», сооснователь международной франшизы ресторанов «Nai», бренд-шеф магазина «Good Wine», соавтор кулинарной книги «100 рецептов на каждый день», а также судья проекта «МастерШеф Украина». Один из 25 лучших шеф-поваров Украины по версии Фокус-листинга 2011 года. Постоянный участник фестиваля Chef’s week и спикер международных конгрессов шеф-поваров Creative Chef’s Summit, Chef Congress Fontegro, InRestFest. С 2022 года активно занимается благотворительностью и стремится популяризировать современную украинскую кухню и культуру в мире.

## Биография
Родился в Слуцке в семье украинского военного. Интерес к кулинарии пришёл ещё в детстве. С 11 лет начал экспериментировать с кулинарией. Отец Владимира первым обратил внимание на увлечение сына и понял и помог ему в выборе профильного учебного заведения.
Профессиональное обучение Ярославский начал в Полтавском коммерческом техникуме по специальности технолог питания, окончил с отличием. Продолжил свое образование в Полтавском кооперативном университете. 
С 2004 года начал карьеру шеф-повара в ресторане «Белогорье» (Белгород). В 2005 году стажировался в ресторане «Ностальжи» (Москва) с Патриком Пажесом. В 2007 году работал в ресторане русской кухни «Онегин». 
В 2010 году пришёл в итальянский ресторан «Under Wonder» (23-я позиция в рейтинге лучших ресторанов Украины). Признан одним из 25 лучших шефов Украины по версии журнала «Фокус» за 2011 год. С января 2012 года шеф-повар Fairmont Grand Hotel Kiev, проходил стажировки в отелях этой сети в Дубае и Абу-Даби. С середины октября 2012 — бренд-шеф сети ресторанов «Пробка» Арама Мнацаканова. Принимал участие в качестве су-шефа в украинских телепроектах «Адская кухня», «На ножах», «Война миров: Ревизор против Шефа». В 2014 получил высшее кулинарное образование мирового уровня в Paul Bocuse Institut во Франции.
Стажировался в ресторанах, входящих в список гида Michelin (Tickets в Барселоне) и The world’s 50 best restaurants (Ledbury в Лондоне), в ОАЭ, США, Испании, Великобритании, Италии, а также у самых именитых шефов, включая Альберта Адриа
Ведет активную публичную и волонтерскую деятельность и делится своими рецептами.. В 2014 году стал бренд-шефом магазина Good Wine (Киев).
С 2015 года является шеф-поваром, управляющим и совладельцем ресторана Lucky Restaurant Vinoteque. С 2021 года является шеф-поваром, управляющим и совладельцем ресторана CHEF's TABLE. В 2021 году вместе с Ольгой Мартыновской представили совместно книгу «100 рецептов на каждый день».
В 2022 году стал соучредителем благотворительного проекта «1 млн для ОХМАДИТа». С 2022 года основал и развивает международную франшизу ресторанов Nai вместе с партнерами Дмитрием и Еленой Товстоляк.
В 2023 году открыл первые рестораны Nai во Вроцлаве и Праге.

## Кулинарный стиль
Кулинарная концепция Владимира Ярославского построена на сочетании французской классики с итальянским темпераментом и современными тенденциями. Основу блюд составляет локальный продукт, который Ярославский отбирает со всех уголков Украины и представляет на международных конгресах шеф-поваров.
О его стиле коллегии говорят:
Имея огромный багаж знаний и профессионально владея кулинарными техниками, Шеф никогда не останавливается, постоянно следует новым трендам и экспериментирует на своей кухне. Несмотря на обилие иностранных продуктов в меню ресторана, он любит работать с локальными украинскими продуктами - наиболее свежими и качественными.
Одно из главных правил его кухни - в первую очередь, пища должна приносить пользу.

## Телевизионные проекты
- 2011 — эксперт шоу «Пекельна кухня»
- 2012 — эксперт шоу «На ножах»[20]
- 2013 — эксперт шоу «Адская кухня», РЕН-ТВ
- 2013 — эксперт шоу «Війна Світів. Ревізор проти шефа»
- 2017 — эксперт шоу «Все буде добре», СТБ
- 2019 — суддя проекту «Мастер Шеф. Професіонали»[4]
- 2019 — суддя проекту «Мастер Шеф. Аматори»
- 2019 — эксперт шоу «Страсті за ревізором»
- 2024 — исполнил главную роль в фильме "Все мы сотканы из одного теста" вместе с Ольгой Мартыновской [21]

## Рестораны

### Lucky Restaurant Vinoteque
Lucky — это совместный проект Владимира Ярославского и магазина Good Wine, который они открыли 10 ноября 2015 года.
Ресторан авторской кухни Владимира Ярославского, в которой соединяются классические итальянские и французские рецепты с локальными украинскими продуктами, которые продаются в магазине Good Wine.
Философия ресторана: Еда должна быть не только вкусной, но и полезной.
Ресторан имеет самую большую винную карту 2017 в Украине и был трижды награждён Двумя бокалами от Wine Spectator 

#### Награды
1. 2016 — ТОП-100 ресторанов по версии ресторанной премии "Соль".
2. 2017 — финалист Национальной Ресторанной премии СОЛЬ®. Номинация «Рестораны с лучшей винной картой».[24]
3. 2019 — ТОП-100 ресторанов по версии журнала Новое Время.[25]
4. 2019 — финалист Национальной Ресторанной премии СОЛЬ®. Номинация «Рестораны с лучшей винной картой».[26]
5. 2021 — ТОП-10 лучших ресторанов Киева, по версии журнала Новое Время.[27]
6. 2023 — ТОП-5 налогоплательщиков среди ресторанов Украины.[28]

### CHEF's TABLE
CHEF's TABLE — это ресторан открытой кухни от шеф-повара Владимира Ярославского, в коллаборации с шеф-поваром Элеонорой Барановой, который они открыли 19 мая 2021 года. Ресторан расположен на втором этаже ресторана Lucky, на территории магазина Good Wine. Главной особенностью заведения является работа по сет-меню, которое время от времени меняется.

#### Награды
1. 2022 – Ресторан Chef's Table включили в мировой гид 50 Best Discovery.[29]

### NAI
Nai – международная франшиза ресторанов современной кухни, родом из Украины. Меню и концепция разработаны совладельцем сети Владимиром Ярославским и адаптированы под гостей разных стран мира. В 2023 году свои двери открыли рестораны во Вроцлаве и Праге , в мае 2024 планируется запуск заведения в Нью-Йорке. В целом анонсировано открытие 30 ресторанов по франшизе в разных странах мира.